# Principio del diamante
En matemáticas, y particularmente en teoría de conjuntos, el principio del diamante ◊ ("diamondsuit" en inglés) es un principio combinatorio introducido por Ronald Jensen en 1972, que se cumple en el universo constructible (L) y que implica la hipótesis del continuo. Jensen extrajo el principio del diamante de su prueba de que el axioma de constructibilidad (V = L) implica la existencia de un árbol de Suslin.

## Definiciones
El principio del diamante ◊ dice que existe una secuencia ◊, una familia de conjuntos Aα ⊆ α para α < ω1 tal que para cualquier subconjunto A de ω1 el conjunto de α con A ∩ α = Aα es estacionario en ω1.
Existen varias formas equivalentes del principio del diamante. Uno afirma que hay una colección contable Aα de subconjuntos de α para cada ordinal contable α, de modo que para cualquier subconjunto A de ω1 hay un subconjunto estacionario C de ω1 de modo que para todos los α en C se tiene que A ∩ α ∈ Aα y C ∩ α  ∈ Aα. Otra forma equivalente establece que existen conjuntos Aα ⊆ α para α < ω1 tales que para cualquier subconjunto A de ω1 hay al menos un α infinito con A ∩ α = Aα.
De manera más general, para un cardinal κ dado y un conjunto estacionario S ⊆ κ, la declaración ◊S (a veces escrita ◊(S) o ◊κ(S)) es la declaración de que existe un sucesión ⟨Aα : α ∈ S⟩ tal que
- Cada Aα ⊆ α
- Para cada A ⊆ κ, {α ∈ S : A ∩ α = Aα} es estacionario en κ

El principio ◊ω1 es el mismo que ◊.
El principio del diamante plus ◊+ establece que existe una secuencia ◊+, en otras palabras, una colección numerable Aα de subconjuntos de α para cada ordinal contable α tal que para cualquier subconjunto A de ω1 hay un subconjunto ilimitado cerrado C de ω1, de modo que para todos los α en C se tiene que A ∩ α ∈ Aα y C ∩ α ∈ Aα.

## Propiedades y uso
Jensen (1972) demostró que el principio del diamante ◊ implica la existencia del árbol de Suslin. También demostró que V = L implica el principio del diamante plus, que implica el principio del diamante, que a su vez implica la hipótesis del continuo (HC). En particular, el principio del diamante y el principio del diamante plus son ambos independientes de los axiomas de Zermelo-Fraenkel. También ♣ + HC implica ◊, pero Shelah dio modelos de ♣ + ¬ HC, por lo que ◊ y ♣ no son equivalentes (más bien, ♣ es más débil que ◊).
Matet demostró que el principio {\displaystyle \diamondsuit _{\kappa }} es equivalente a una propiedad de las particiones de {\displaystyle \kappa } con intersección diagonal de los segmentos iniciales de las particiones estacionarias en {\displaystyle \kappa }.
El principio del diamante ◊ no implica la existencia de un árbol de Kurepa, pero el principio ◊+ más fuerte implica tanto el principio ◊ como la existencia de un árbol de Kurepa.
Akemann y Weaver (2004) usó ◊ para construir un C*-álgebra que sirviera como contraejemplo para el problema de Naimark.
Para todos los cardinales κ y conjuntos estacionarios S ⊆ κ+, ◊S se mantiene en universo constructible. Shelah (2010) demostró que para κ > ℵ0, ◊κ+(S) se deriva de 2κ = κ+ para S estacionario que no contiene ordinales de cofinalidad κ.
Shelah demostró que el principio del diamante resuelve el problema de Whitehead al implicar que cada grupo de Whitehead es libre.